# Turkcell
Turkcell, società nata nel 1994, è il primo operatore di telefonia mobile in Turchia, ed il secondo a livello europeo in termini di numero di utenti con  circa 34 milioni di abbonati al 30 settembre 2007. Turkcell ha anche sviluppato Yaani, un browser per cellulari e desktop.
È membro dell'Istituto europeo per le norme di telecomunicazione (ETSI).

## Azionisti
- 51% Turkcell Holding A.Ş.
- 4,15%  Çukurova Holding A.Ş.
- 13,07%  Sonera Holding B.V.
- 2,32%  MV Holding A.Ş.
- 29,38% altri azionisti.

Nel giugno 2020, l'operatore svedese di telecomunicazioni Telia ha ceduto la sua partecipazione del 47,1% in Turkcell Holding, che possiede il 51% di Turkcell, al fondo statale Turkey Wealth Fund.

## Copertura
Turkcell, al 31 marzo 2007, offre una copertura pari al 100% della popolazione residente in città con popolazione superiore o uguale a 3 000 abitanti, il 97,21% della popolazione totale e l'80,44% del territorio turco.
Turkcell, al 16 giugno 2006, ha accordi di roaming internazionale con 503 operatori in 192 paesi.

## Sponsorizzazioni
Dal 2005 al 2010 Turkcell è stato lo sponsor principale e nominativo della prima lega calcistica turca, la Süper Lig, dal 2005 al 2010.